# Futurepop
Futurepop é uma junção de synth pop (como a estrutura da música e o estilo do vocal) incorporando muitas influências do trance (com melodias de sintetizadores). O termo surgiu quando Ronan Harris (do VNV Nation) e Stephan Groth (do Apoptygma Berzerk) tentavam definir o estilo de música produzido por suas bandas.

## Lista de bandas Futurepop
- Apoptygma Berzerk
- Assemblage 23
- Android Lust
- Ayria
- Black Heaven
- Bruderschaft
- Blutengel
- Colony 5
- Covenant (trabalhos posteriores)
- Cryogen Second
- Icon of Coil
- Melotron
- Monofader
- Namnambulu
- Neuroticfish
- Pride and Fall
- Razed In Black
- Rotersand
- The Thought Criminals
- T.O.Y.
- Seabound
- S.P.O.C.K
- VNV Nation
- XP8
- Eleuterico (Brasil)